# ONLY LIVE ONCE in Billboard Live
『ONLY LIVE ONCE in Billboard Live』（オンリー リブ ワンス・イン・ビルボードライブ）は、ONCEの1作目のライブ・アルバム。2024年4月17日にA-Sketchから発売された。

## 概要
2023年2月26日に解散したピアノ・ロックバンド「WEAVER」にてピアノ・ボーカルを担当していた杉本雄治のソロプロジェクト「ONCE」の初となるライブ・アルバム作品。
本作は、ONCEとして初のアルバム『ONLY LIVE ONCE』を引っ提げて開催されたBillboard Liveにて演奏された楽曲が収録されており、アルバム収録の6曲、薬師丸ひろ子「Woman "Wの悲劇"より」と杉本がサポートで参加した月川玲の楽曲「ツキニウタウ」のカバーなど全8曲が収録される。
2024年8月29日発売のアルバム『Wandering』のライブ会場限定盤DISC2に、本作の音源8曲と、本作発売後にデジタルシングルとしてリリースされた「夢でもし逢えたら」「Nocturne」のライブ音源を追加した全10曲が収録された。

## 収録内容
| #         | タイトル                                              | 作詞      | 作曲      | 時間  |
| --------- | ----------------------------------------------------- | --------- | --------- | ----- |
| 1.        | 「Stay With Me」(at Billboard Live TOKYO 2024)        | ONCE      | ONCE      | 5:31  |
| 2.        | 「ツキニウタウ」(at Billboard Live TOKYO 2024)        | 月川玲    | 阪井一生  | 5:45  |
| 3.        | 「Woman "Wの悲劇"より」(at Billboard Live TOKYO 2024) | 松本隆    | 呉田軽穂  | 5:08  |
| 4.        | 「Squall」(at Billboard Live TOKYO 2024)              | ONCE      | ONCE      | 2:32  |
| 5.        | 「Amazing Grace」(at Billboard Live TOKYO 2024)       | ONCE      | ONCE      | 3:50  |
| 6.        | 「Dusk」(at Billboard Live TOKYO 2024)                | ONCE      | ONCE      | 4:30  |
| 7.        | 「愛とか恋とか」(at Billboard Live TOKYO 2024)        | ONCE      | ONCE      | 3:59  |
| 8.        | 「記憶」(at Billboard Live TOKYO 2024)                | ONCE      | ONCE      | 4:44  |
| 合計時間: | 合計時間:                                             | 合計時間: | 合計時間: | 35:59 |

## 参加ミュージシャン
ONCE
杉本雄治 - Vocal & Piano
サポートミュージシャン
阪井一生（flumpool） - Guitar
月川玲（YABI×YABI / CHIANZ） - Bass & Vocal (#2)
雨宮麻未子 - Violin
神宮司治（レミオロメン） - Drums